# 19458 Legault
19458 Legault è un asteroide della fascia principale. Scoperto nel 1998, presenta un'orbita caratterizzata da un semiasse maggiore pari a 2,4409602 UA e da un'eccentricità di 0,0746099, inclinata di 6,80824° rispetto all'eclittica.